# Cambiemos

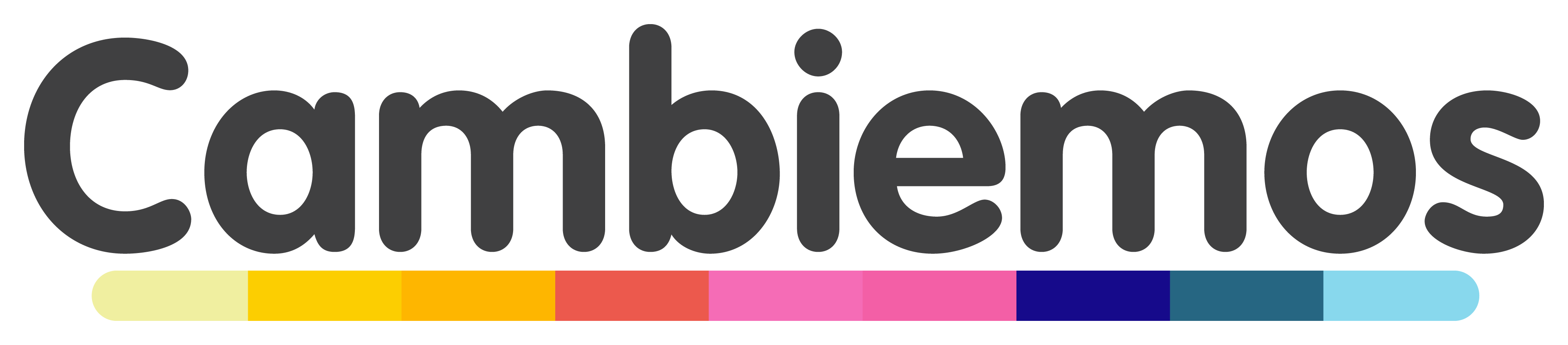
Cambiemos.

Cambiemos (tiếng Việt: "Thay đổi") là một liên minh chính trị trung hữu Argentina thành lập năm 2015. Đây là liên minh của Republican Proposal, Radical Civic Union, và Civic Coalition.

Những đại diện của ba đảng này là các ứng cử viên Mauricio Macri, Ernesto Sanz, và Elisa Carrió và cũng là đại diện trong cuộc bầu chọn đầu tiên vào tháng 8 năm 2015 trước khi chọn ra ứng cử viên cuối cùng chạy đua cho cuộc bầu chọn tổng thống vào ngày 25 tháng Mười.

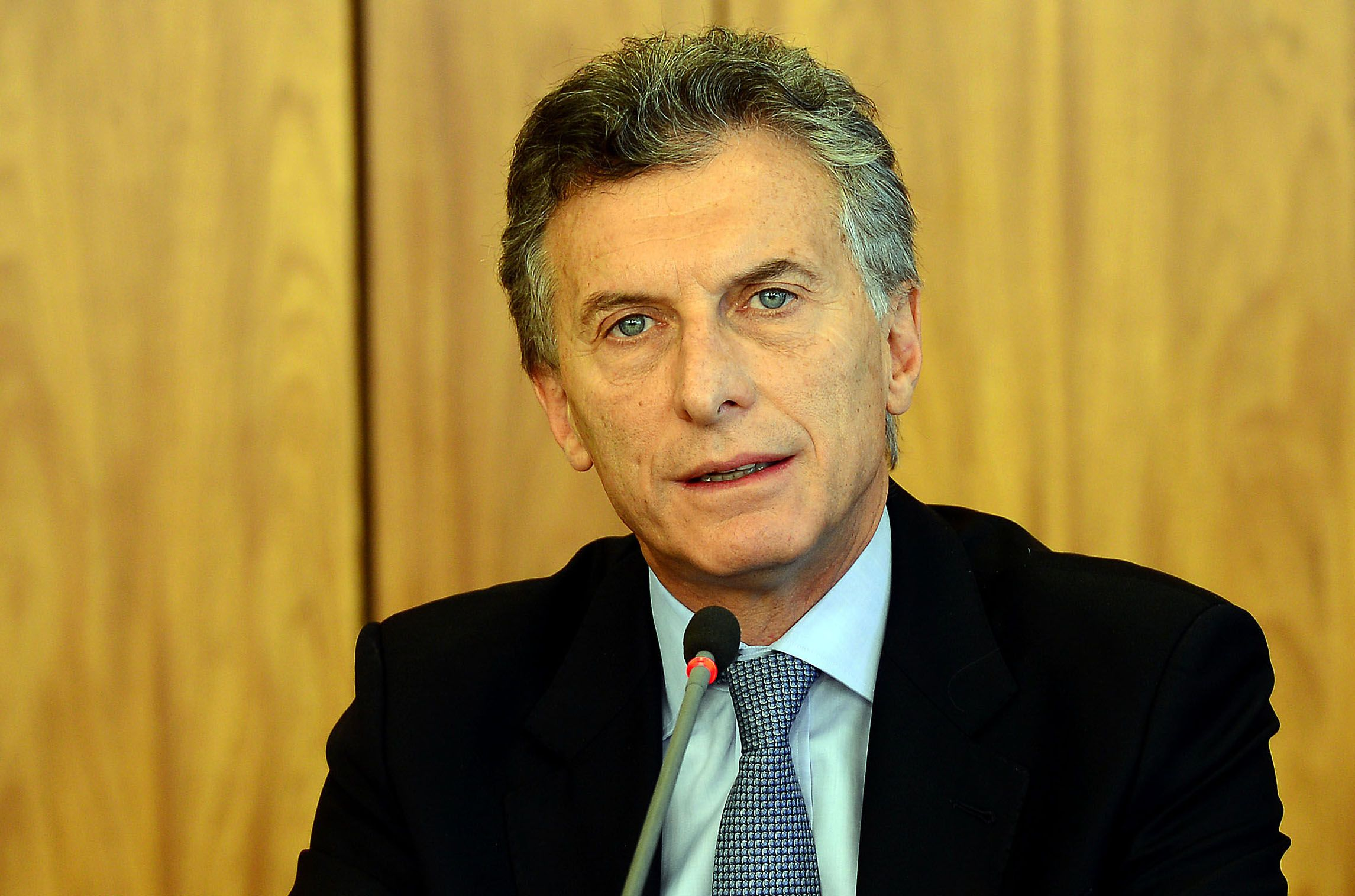
Mauricio Macri.

Ngày 9 tháng 8 năm 2015 các cử tri đã lựa chọn Mauricio Macri là ứng cử viên đại diện cho Cambiemos trong cuộc bầu chọn tổng thống. Ngày 22 tháng Mười một, Macri đắc cử Tổng thống.